# Celama mesoscia
Celama mesoscia är en fjärilsart som beskrevs av George Francis Hampson 1914. Celama mesoscia ingår i släktet Celama och familjen trågspinnare. Inga underarter finns listade i Catalogue of Life.